# Henry Temple, 3. Viscount Palmerston

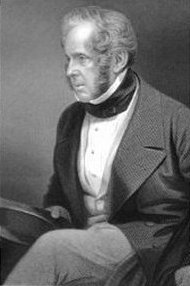
Henry Palmerston, 3. Viscount Palmerston

Henry John Temple, 3. Viscount Palmerston (* 20. Oktober 1784 in Broadlands, Hampshire; † 18. Oktober 1865 auf seinem Landgut Brocket Hall, Hertfordshire) war ein britischer Peer, Staatsmann und Premierminister (1855–1858 und 1859–1865).

## Leben

### Jugend und politischer Aufstieg
Er war der einzige Sohn des Politikers Henry Temple, 2. Viscount Palmerston aus dessen Ehe mit Mary Mee. Er besuchte mit Lord Byron und Robert Peel die Harrow School und studierte an der Universität Edinburgh und am St John’s College der Universität Cambridge.
Beim Tod seines Vaters erbte er 1802 dessen Adelstitel als 3. Viscount Palmerston und 3. Baron Temple. Da mit diesen zur Peerage of Ireland gehörenden Titeln kein Sitz im britischen House of Lords verbunden war, standen diese einer Kandidatur bei den Wahlen zum britischen House of Commons nicht im Wege. Erstmals am 8. Mai 1807 zog er als Tory-Abgeordneter für Newport ins House of Commons ein. Sein erster Wortbeitrag bei einer Parlamentsdebatte ist am 26. Juni 1807 verzeichnet. Er blieb nahezu durchgängig bis zu seinem Tod Mitglied des House of Commons, bis 1811 als Abgeordneter für Newport, von 1811 bis 1831 für den Wahlkreis Cambridge University, von 1832 bis 1835 für den Wahlkreis South Hampshire und ab 1835 für den Wahlkreis Tiverton.
1807 erhielt er durch William Cavendish-Bentinck, 3. Duke of Portland, das Amt eines Lords der Admiralität. Am 3. Februar 1808 hielt er seine erste längere Rede vor dem House of Commons, in der er die Bombardierung Kopenhagens durch die Royal Navy vom September 1807 rechtfertigte. Im Oktober 1809 erhielt er die Stelle eines Staatssekretärs im Kriegsministerium.

### Außenpolitische Erfolge

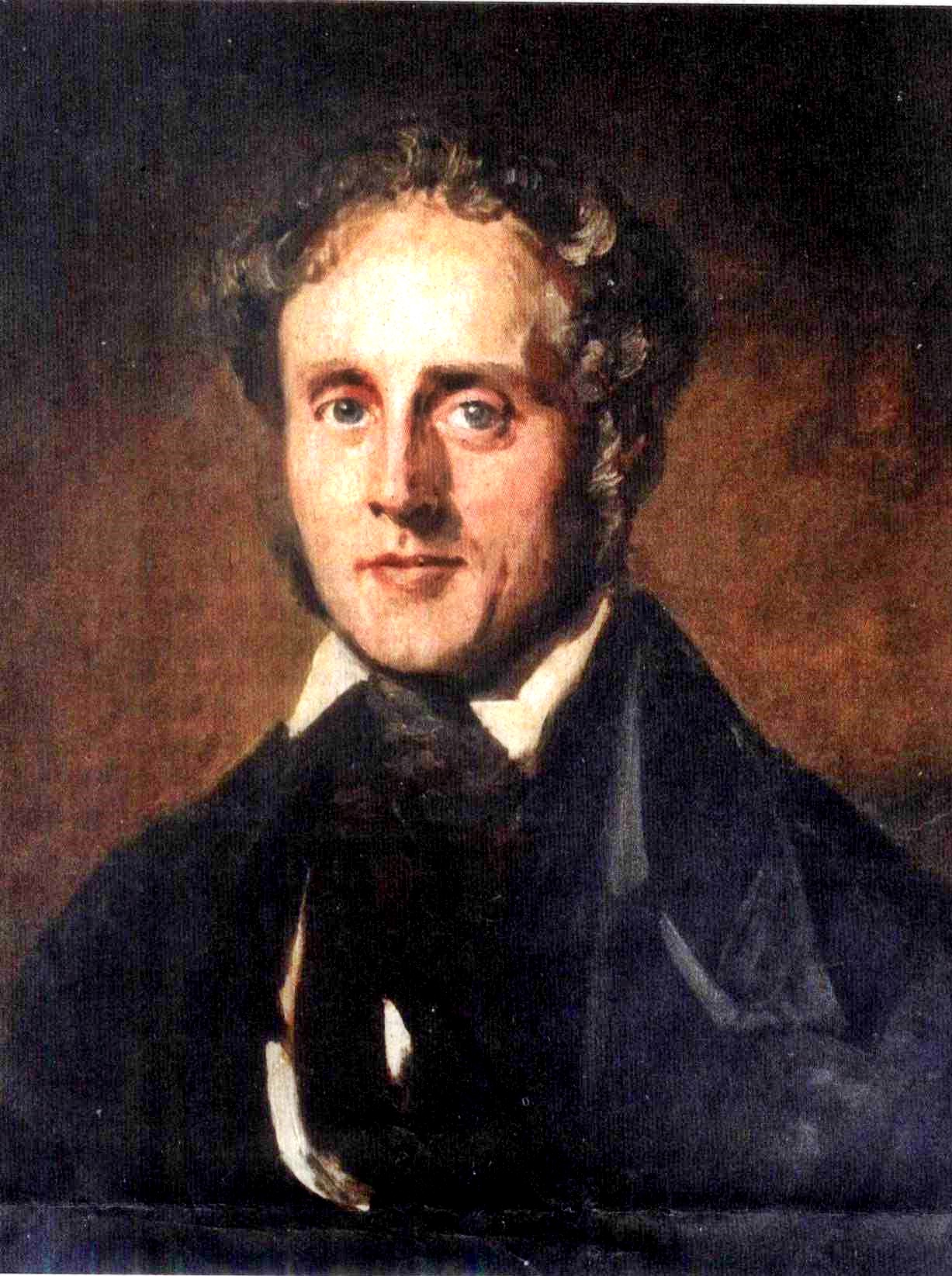
Porträt (zugeschrieben: Franz Xaver Winterhalter)

Nachdem George Canning 1827 Premierminister geworden war, erhielt Palmerston einen Kabinettssitz. Nach Cannings Tod wurde Arthur Wellesley, 1. Duke of Wellington, Premierminister, und daher schied Palmerston im Mai 1828 mit einigen Gesinnungsgenossen, denen die toryistischen Ansichten des Dukes zu weit gingen, aus der Regierung aus. Seitdem gehörte er bis 1830 zur Opposition und griff namentlich die konservative auswärtige Politik der Regierung an. Als die Tories 1830 von den Whigs als Regierungspartei abgelöst wurden, wechselte Palmerston zu dieser Partei über und trat als Staatssekretär des Auswärtigen in das Kabinett von Premierminister Charles Grey, 2. Earl Grey. Seine politische Zwischenstellung kam auch in seiner Mitgliedschaft sowohl im Athenaeum Club (konservativ) als auch im Brooks’s und Reform Club (beide liberal) zum Ausdruck.
Seine außenpolitische Strategie war darauf ausgerichtet, eine Annäherung zwischen Frankreich und Russland zu verhindern, die er als einzige Großbritannien gleichwertige Mächte ansah. Dazu bediente er sich eines Bündnissystems, das sowohl Abkommen mit diesen beiden Mächten als auch gegen sie umfasste. Erstmals entfaltete Palmerston 1830 eine größere diplomatische Wirkung, als er nach der Juli- und der Belgischen Revolution die Londoner Konferenz einberief, die den Status Belgiens klärte. Ebenfalls auf seiner Initiative beruhte die am 22. April 1834 zum Schutz der britischen Interessen in Portugal und Spanien zwischen diesen Ländern, Großbritannien und Frankreich abgeschlossene Quadrupelallianz. Er wirkte 1839 durch den mit Österreich und der Hohen Pforte geschlossenen Vertrag der russischen Expansion im Orient entgegen, schritt aber auch gegen den französischen Einfluss in Syrien und Ägypten ein und machte der Eroberungspolitik Mehmed Alis von Ägypten 1840 ein Ende.

### Diplomatisches Scheitern von „Lord Firebrand“
Als im August 1841 das liberale Kabinett des Premierministers William Lamb, 2. Viscount Melbourne, keine parlamentarische Mehrheit mehr hatte, musste Palmerston mit zurücktreten und übernahm die Führung der Opposition im House of Commons. Nachdem Premierminister Peel am 25. Juni 1846 seine Entlassung eingereicht hatte, trat Palmerston in das am 3. Juli neugebildete Kabinett von Premierminister John Russell als Außenminister ein. Für seine vielgeschäftige, sich überall einmischende, oft unüberlegte Politik bekam er den Namen Lord Firebrand (Hitzkopf). Die Nachteile dieses Vorgehens traten ab 1846 verstärkt zu Tage: Frankreich und Russland ließen sich kaum noch diplomatisch einbinden, sondern setzten auf einen Isolationskurs Großbritannien gegenüber. Durch sein Eingreifen in den Zweiten Carlistenkrieg in Spanien, Militäroperationen gegen Sardinien, den Rio-Nunez-Zwischenfall, die Niederwerfung der Revolutionen in Sizilien, die er begünstigt hatte, sowie die Unterstützung für die Revolution in Ungarn überwarf sich Palmerston mit Frankreich, Spanien, Belgien, Österreich und Russland, während seine Parteinahme für Dänemark in der schleswig-holsteinischen Frage ihn zu Preußen in Gegensatz brachte.
Palmerstons Außenpolitik wurde von Königin Victoria und Premierminister Russell zunehmend missbilligt. Nachdem Palmerston ohne die Genehmigung der Königin oder des Kabinetts den Staatsstreich Charles-Louis Bonapartes vom 2. Dezember 1851 in Frankreich gebilligt hatte, zwangen beide ihn zum Rücktritt am 22. Dezember 1851. Palmerston hatte sich jedoch vor allem durch seine nationalistische Position eine Machtbasis in Parlament und Wählerschaft aufgebaut, so dass es ihm am 20. Februar 1852 gelang, die Regierung Russell zu stürzen.
Als die Koalition unter Premierminister George Hamilton-Gordon, 4. Earl of Aberdeen ans Ruder gelangte, übernahm Palmerston am 28. Dezember 1852 das Ministerium des Innern und baute in dieser Funktion vor allem das Gesundheitssystem Londons aus.

### Palmerston als Premierminister
Auch als Innenminister behielt Palmerston großen Einfluss auf die britische Außenpolitik und setzte sich vor allem für einen Eintritt des Landes in den Krimkrieg ein. Als 1855 über diese Frage die Regierung Aberdeen stürzte, übernahm Palmerston die Bildung eines neuen Kabinetts, in dem er selbst Premierminister war. Unmittelbar auf den Krimkrieg folgte der Indische Aufstand. Nach dem Attentat auf Napoléon III. durch Felice Orsini versuchte Palmerston ein Gesetz durchzusetzen, das verhindern sollte, dass in Großbritannien Attentate im Ausland vorbereitet würden. Da das Parlament diese Vorlage als zu Napoleon-freundlich ablehnte, stürzte die Regierung Palmerston am 20. Februar 1858. Trotzdem trat er schon 1859 nach der Ablehnung von Lord Derbys Reformgesetz zum zweiten Mal an die Spitze der Regierung. Ab 1860 war er auch Lord Warden of the Cinque Ports.
Durch seine abwartende Haltung vermied er 1862 einen Eintritt Großbritanniens aufseiten der Südstaaten im amerikanischen Sezessionskrieg. Dieser wäre sonst aufgrund der Trent-Affäre fast unvermeidbar geworden.
Aufgrund der Aufrüstung der französischen Flotte unter Napoleon III. und der daraus folgenden Furcht vor einer französischen Invasion berief Palmerston 1859 die Royal Commission on the Defence of the United Kingdom ein. Aufgrund ihrer Empfehlungen wurden ab den 1860er Jahren zur Verteidigung der britischen Flottenstützpunkte insgesamt 76 Forts und Küstenbefestigungen errichtet, die als Palmerston Forts bezeichnet wurden. Da die Sorge um eine französische Invasion sich jedoch später als unbegründet erwies, wurden die mit erheblichen Aufwand errichteten Festungen spöttisch auch Palmerston’s Follies genannt. Im Deutsch-Dänischen Krieg vertrat er eine dänenfreudliche Politik, konnte sich aber nicht innenpolitisch gegen die deutschfreundliche Haltung von Queen Victoria und außenpolitisch durchsetzen. Überliefert ist sein Bonmot, das der italienische Politiker und General Alfonso La Marmora (1804–1878) in seinen Lebenserinnerungen („Etwas mehr Licht. Enthüllungen über die politischen und militärische Ereignisse des Jahres 1866“, 1873, S. 30f.) wiedergegeben hat:

„Only three people have ever really understood the Schleswig-Holstein business—the Prince Consort, who is dead—a German professor, who has gone mad—and I, who have forgotten all about it.“

Am 18. Oktober 1865 starb Palmerston auf seinem Landgut Brocket Hall. Sein Leichnam wurde am 27. Oktober in der Westminster Abbey beigesetzt. Da seine 1839 geschlossene Ehe mit Hon. Emily Lamb, Tochter des Peniston Lamb, 1. Viscount Melbourne, Witwe des Peter Cowper, 5. Earl Cowper, kinderlos blieb, erloschen seine Adelstitel bei seinem Tod.